# 5 tháng 5
Ngày 5 tháng 5 là ngày thứ 125 (126 trong năm nhuận) trong lịch Gregory. Còn 240 ngày trong năm.

## Sự kiện
- 1260 – Dưới sự ủng hộ của một bộ phận tông vương và đại thần, Hốt Tất Liệt tự lập làm hoàng đế của Đế quốc Mông Cổ.
- 1908 – Trần Quý Cáp nhà yêu nước Việt Nam, một trong những người lập Duy Tân Hội bị Pháp đem chém ở chợ Diên Khánh.
- 1911 – Mở Trường Hậu bổ, Huế
- 1949 – Hiệp ước London thành lập Ủy hội châu Âu, thể chế đầu tiên hoạt động nhằm nhất thể hóa châu Âu.
- 1950 – Bhumibol Adulyadej đăng cơ quốc vương Thái Lan tại vương cung ở Bangkok.
- 1955 – Hiệp định Paris về chấm dứt chiếm đóng có hiệu lực, Cộng hòa Liên bang Đức, tức Tây Đức, giành được chủ quyền hoàn toàn.
- 1959 – Đoàn 559 được thành lập và ngày đó trở thành ngày truyền thống của bộ đội Trường Sơn.

## Sinh
- 1488 – Lê Uy Mục, vua nhà Lê sơ
- 1818 – Karl Marx, Triết gia Đức
- 1837 – Nguyễn Phúc Hồng Kháng, tước phong Phong Lộc Quận công, hoàng tử con vua Thiệu Trị (m. 1865).
- 1899 – Nikolai Voronov, nguyên soái, anh hùng Liên Xô (m. 1968)
- 1926 – Anh Bằng, nhạc sĩ người Việt Nam (m. 2015).
- 1929 – 
  - Đặng Cao Thăng, Hải quân Phó Đề đốc, Chuẩn tướng Việt Nam Cộng hòa (m. 2005)
  - Văn An, nhạc sĩ người Việt Nam (m. 2011)
- 1937 – Trần Đức Lương, Chủ tịch nước Việt Nam
- 1947 – Malam Bacai Sanhá, tổng thống Guiné-Bissau (m. 2012)
- 1951 – Anatoly Karpov, kỳ thủ cờ vua Nga
- 1957 - Châu Thanh, nghệ sĩ, cải lương Việt Nam
- 1962 – Wada Kaoru, nhạc sĩ, nghệ sĩ dương cầm Nhật Bản
- 1967 – Alexis Sinduhije, nhà báo, chính khách Burundi
- 1976 – Juan Pablo Sorín, cầu thủ bóng đá Argentina
- 1982 - Sỹ Luân, ca sĩ và nhạc sĩ người Việt Nam
- 1983 – Henry Cavill, diễn viên người Anh
- 1988 – Adele, ca sĩ Anh.
- 1998 – Asya Branch, Hoa hậu Mỹ 2020.

## Mất
- 311 – Galerius, Hoàng đế La Mã
- 1194 – Vua Kazimierz II của Ba Lan (s. 1138)
- 1277 – Trần Thái Tông, Hoàng đế đầu tiên của nhà Trần Việt Nam (s. 1218)
- 1821 – Napoléon Bonaparte, hoàng đế Pháp
- 1921 – Alfred Hermann Fried, ký giả Áo, giải Nobel Hoà bình năm 1911 (s. 1864)
- 1944 – Bertha Benz, doanh nhân người Đức trong lĩnh vực xe hơi (s. 1849)
- 1996 – Lê Thị Xuyến, chủ tịch đầu tiên Hội Liên hiệp Phụ nữ Việt Nam (s. 1909)
- 2001 – Phaolô Bùi Chu Tạo, giám mục công giáo Việt Nam (s. 1909)
- 2011 – Claude Choules, cựu chiến binh người Anh, cựu chiến binh còn sống cuối cùng từng tham gia Chiến tranh thế giới thứ nhất (s. 1901)

## Những ngày lễ và kỷ niệm
- Ngày Thiếu nhi tại Hàn Quốc, Nhật (子供の日, kodomo no hi?).